# South Taft
South Taft és una concentració de població designada pel cens dels Estats Units a l'estat de Califòrnia. Segons el cens del 2000 tenia 1.898 habitants.

## Demografia
Segons el cens del 2000, South Taft tenia 1.898 habitants, 629 habitatges, i 471 famílies. La densitat de població era de 684,9 habitants/km².
Dels 629 habitatges en un 41% hi vivien nens de menys de 18 anys, en un 46,6% hi vivien parelles casades, en un 18,3% dones solteres, i en un 25% no eren unitats familiars. En el 20,7% dels habitatges hi vivien persones soles el 9,7% de les quals corresponia a persones de 65 anys o més que vivien soles. El nombre mitjà de persones vivint en cada habitatge era de 3,02 i el nombre mitjà de persones que vivien en cada família era de 3,39.
Per edats la població es repartia de la següent manera: un 35,1% tenia menys de 18 anys, un 9% entre 18 i 24, un 29% entre 25 i 44, un 17,5% de 45 a 60 i un 9,4% 65 anys o més.
L'edat mediana era de 29 anys. Per cada 100 dones de 18 o més anys hi havia 94,3 homes.
La renda mediana per habitatge era de 20.921 $ i la renda mediana per família de 23.317 $. Els homes tenien una renda mediana de 28.889 $ mentre que les dones 24.635 $. La renda per capita de la població era de 9.929 $. Entorn del 29,6% de les famílies i el 39,5% de la població estaven per davall del llindar de pobresa.

## Poblacions més properes
El següent diagrama mostra les poblacions més properes.